# رئيسيات حقيقية
الرئيسيات الحقيقية (تسمية ثنائية:Euprimates) هي رتيبة من الرئيسيات التي تضم المجموعتان الهباريات والنسناسيات بسيطة الأنف بالإضافة إلى الجنسين المنقرضين †Altanius و†Altiatlasius.

## التصنيف
- رتبة الرئيسيات
  - رتيبة الرئيسيات الحقيقية
    - دون رتبة بسيطات الأنف
      - رتبة صغيرة سعليات الشكل
        - مرتبة تصنيفية نازلات الأنف
          - فوق فصيلة بشرانيات وأشباهها
            - فصيلة البشرانيات
              - أسرة البشراناوات
                - قبيلة أشباه البشر
                  - تحت قبيلة البشرانينة
                    - جنس البشراني
                      - نوع البشراني الماهر
                      - نوع بشراني بحيرة رودولف
                      - نوع بشراني منتصب